# Bengt Lundin (musiker)
Bengt Harald Lundin, född 9 augusti 1945 i Stockholm, är en svensk professor i musikteori, tonsättare, arrangör och musiker, utbildad vid Kungliga Musikhögskolan i Stockholm där han tog musikledar- och musiklärarexamina och högre pedagogisk examen i musikteori samt studerade kontrapunkt och komposition för Hans Eklund. Han har även studerat musikvetenskap vid Stockholms universitet. 
Lundin blev 1974 lärare vid dåvarande Musikhögskolan i Göteborg, numera Högskolan för scen och musik vid Göteborgs universitet, där han undervisat i ämnen som musikteori, komposition och formlära. Han blev 2007 professor i musikteori.
Som tonsättare har Lundin komponerat framförallt vokal- och kyrkomusik. Han har arrangerat bland annat för Elisabet Hermodsson på albumet Disa Nilsons visor (1975) och för gruppen Skogsfiol och Flöjt som han själv var gitarrist och sångare i.